# Iglesia de San Antonio de Padua (Pavia)
La Iglesia de Sant'Antonio da Padova es un antiguo lugar de culto católico en Pavía, Lombardía. 

## Historia y descripción
En 1537 la primera comunidad capuchina se instaló en Pavía, instalándose en la iglesia de San Marco in Monte Bertone (que se encontraba donde hoy se encuentran los jardines Borromeos), donde permanecieron hasta 1555, cuando los capuchinos se trasladaron a una zona cercana, donde hicieron construir un nuevo convento y la iglesia dedicada a San Antonio de Padua. Junto a la iglesia y el convento, los frailes también crearon un refugio para enfermos y necesitados. Sin embargo, no muchos años después, en 1600, los capuchinos pidieron a las autoridades municipales la disponibilidad de otro lugar donde poder trasladar la iglesia y el convento, ya que juzgaban que la zona donde se encontraban era insalubre debido a la proximidad del Tesino. Hacia mediados del siglo XVIII, el obispo Francesco Pertusati patrocinó y financió la creación del Pio Albergo, que encontró su sede en el antiguo convento, destinado al refugio y cuidado de los indigentes. La iglesia fue restaurada y a estas intervenciones se debe su fachada de estilo barroco, enriquecida con pilastras y capiteles decorados, mientras que junto a ella fue remodelada para el Pio Albergo. El edificio estaba dividido en una parte para hombres, separada de las zonas reservadas a las mujeres, ambas con patio. El palacio presenta formas muy severas, suavizadas en el interior por el pórtico sostenido por columnas dóricas de granito en la planta baja y por una logia en el piso superior. En el siglo XIX el Pio Albergo fue trasladado a una nueva sede, más amplia y espaciosa, y el complejo fue, después de varias modificaciones, adquirido por el cercano colegio Borromeo, que, después de una atenta restauración que duró de 1996 a 2000, utilizó la iglesia como aula, mientras que el edificio alberga la sección destinada a estudiantes de grado y de licenciatura.

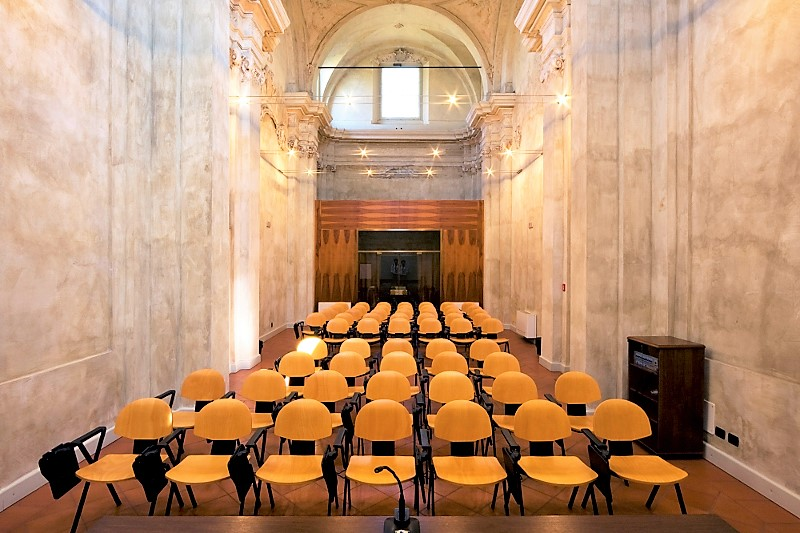
El interior.
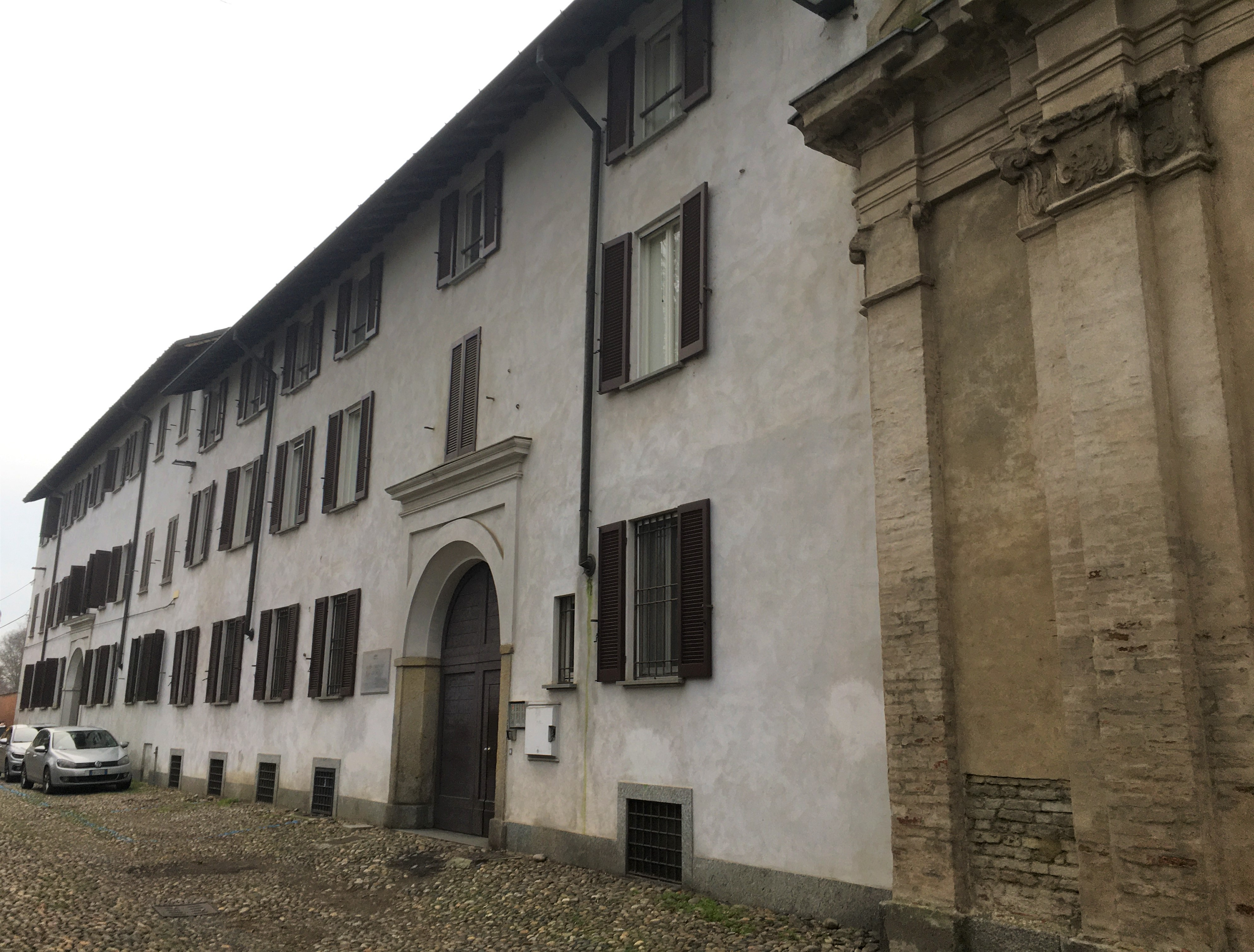
El edificio del antiguo Pio Albergo.